# Patrycja Świerżewska
Patrycja Świerżewska (ur. 5 marca 1996) – polska piłkarka ręczna grająca aktualnie w Zagłębiu Lubin oraz w polskiej reprezentacji narodowej.
Reprezentowała Polskę w Mistrzostwach Europy w Piłce Ręcznej Kobiet 2020.